# Abellerol de Pèrsia
L'abellerol de Pèrsia (Merops persicus) és una de les 23 espècies d'aus del gènere Merops, dins la família dels meròpids (Meropidae). Antany, es considerava consespecífic amb Merops superciliosus. A finals del segle XX es van separar en dues espècies diferents, però es va produir una certa confusió amb el nom comú, de manera que de vegades, en alguns texts, són anomenats indistintament les dues espècies com a abellerol gola-roig.

## Hàbitat i distribució
Viuen en camp obert, en zones àrides, estepes i terres de conreu. Crien localment a l'Àfrica nord-occidental, i esporàdicament al nord de l'Àfrica subsahariana, i des d'Egipte, a través de l'Orient Mitjà fins al sud de Rússia, Pakistan i el nord-oest de l'Índia. Passen l'hivern a l'Àfrica tropical. Ocasionalment, es presenten als Països Catalans com a divagants.

## Morfologia
- Típic membre del seu gènere, és un ocell esvelt, de color principalment verd, amb el rostre amb zones blaves, línia ocular negra, gola groga i marró, i bec negre.
- Pot arribar a una llargària de 24-26 cm, incloent-hi les llargues dues plomes centrals de la cua.
- No té dimorfisme sexual.[4]

## Alimentació
Mengen insectes, principalment abelles i vespes, que capturen en l'aire després d'abandonar la seva perxa. També mengen un bon nombre de libèl·lules.

## Reproducció

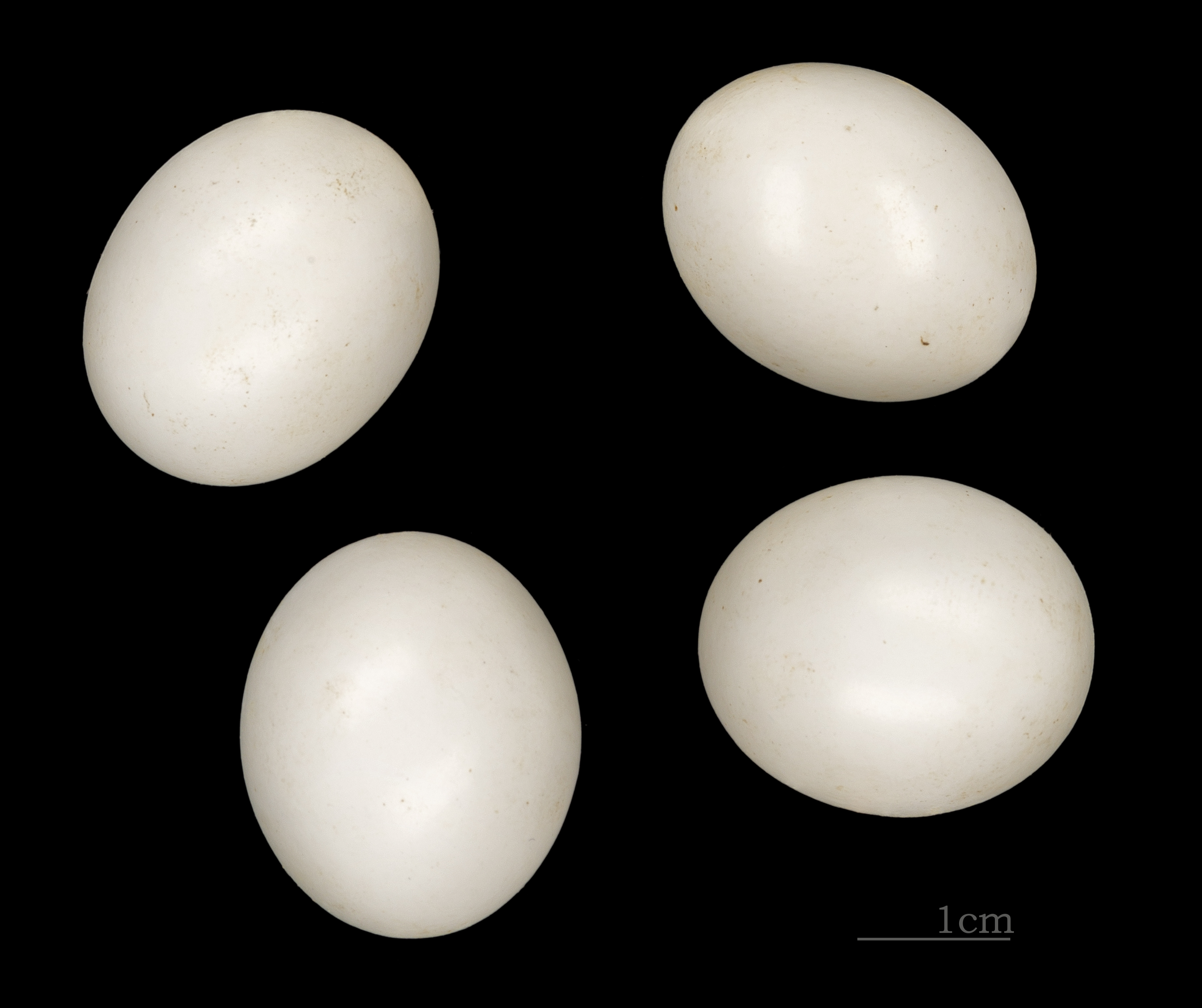
Merops persicus

Nidifiquen en colònies fetes en talussos de sorra. Fan un túnel relativament llarg, al fons del qual ponen 4-8 ous blancs. Tant el mascle com la femella tenen cura de la posta.

## Hàbits
Són aus gregàries que s'alimenten i descansen en comunitat.
Llur cant és menys aflautat que el de l'abellerol europeu.

## Llistat de subespècies
Se n'han descrit dues subespècies:
- M. p. chrysocercus, Cabanis i Heine, 1860.
- M. p. persicus, Pallas, 1773.